# Дыхательный аппарат

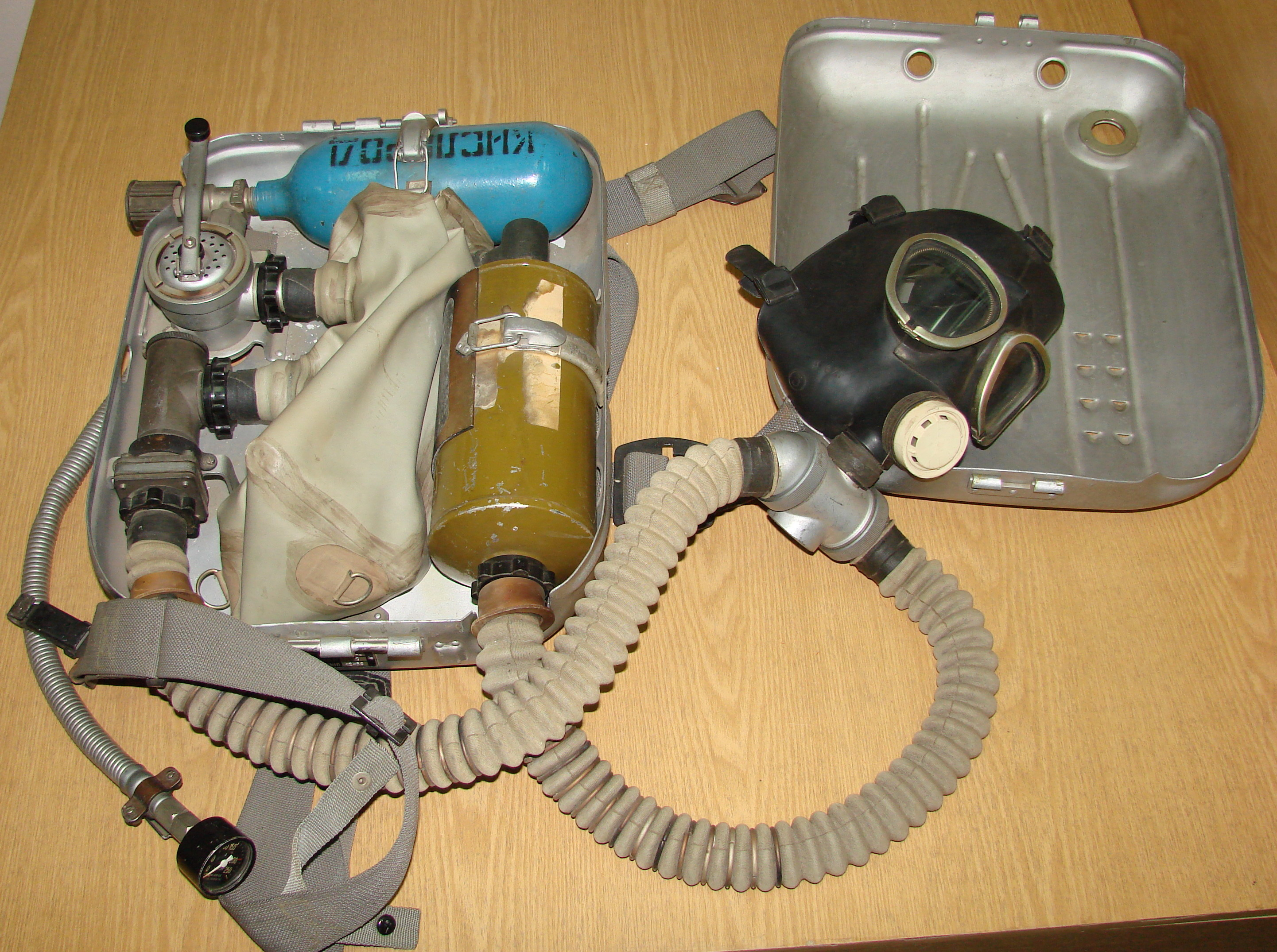
Изолирующий дыхательный аппарат замкнутого цикла (КИП-8)

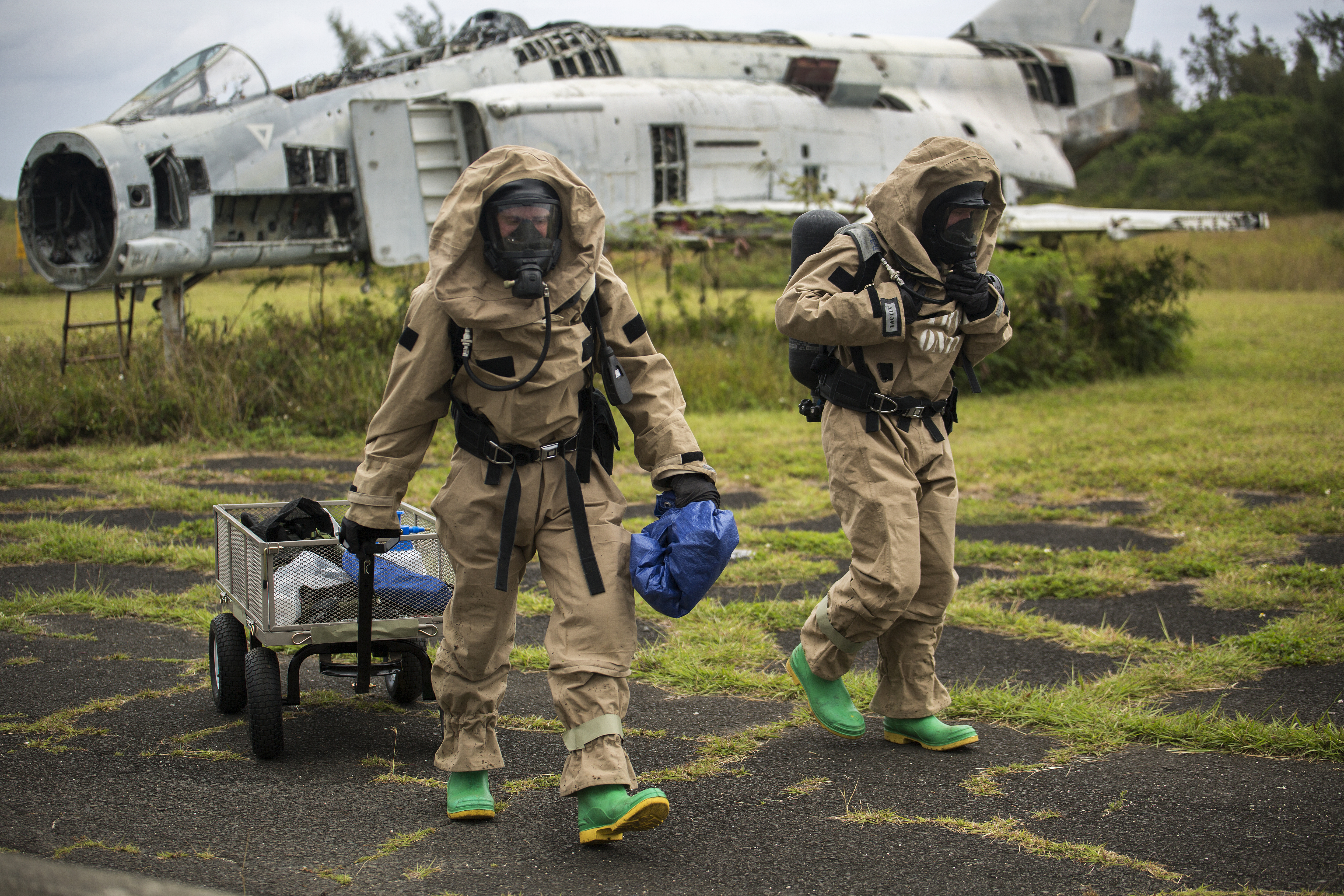
дыхательный аппарат по принципу акваланга

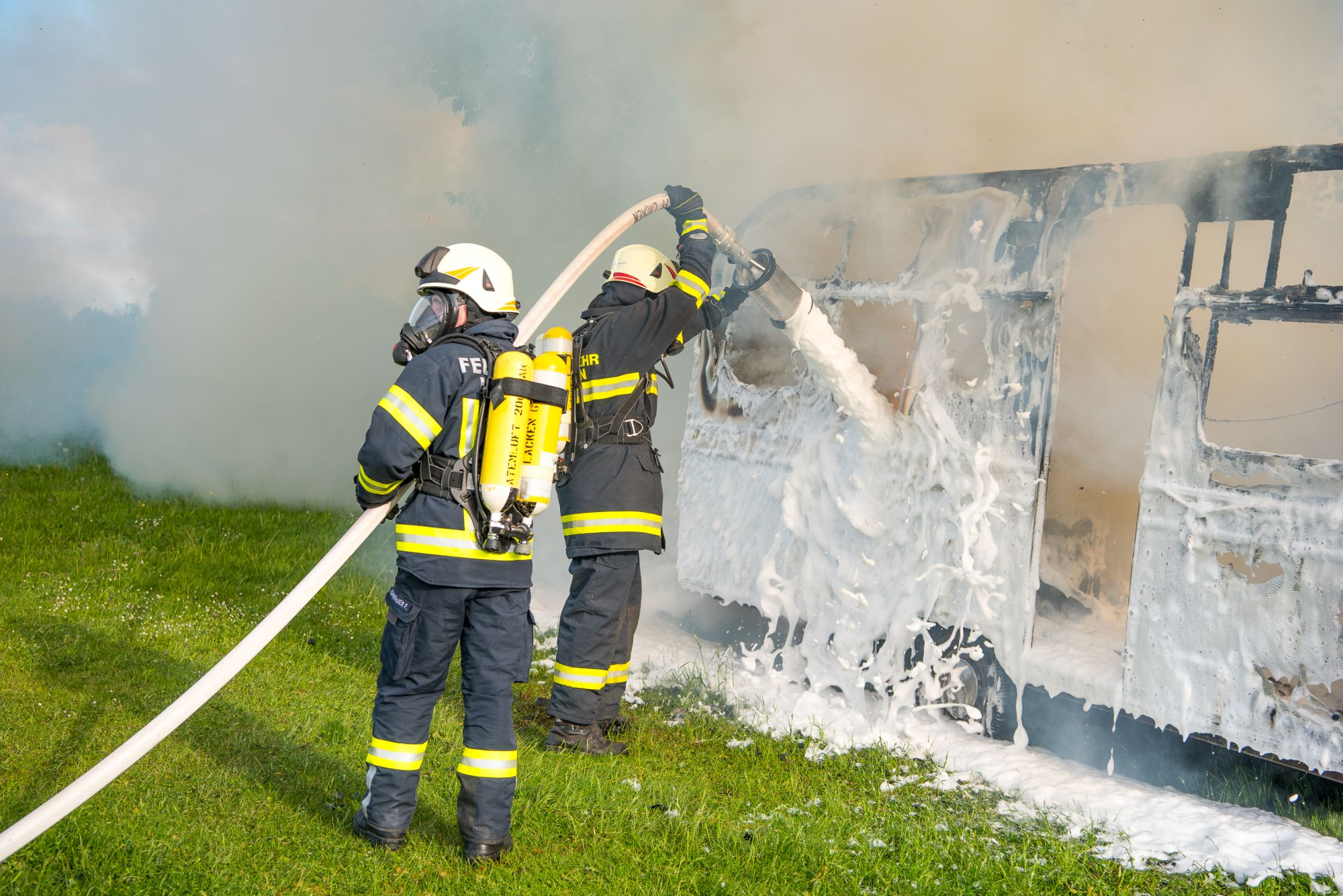
дыхательные аппараты пожарных

Дыха́тельный аппара́т (ДА) — устройство, осуществляющее защиту органов дыхания от агрессивной внешней среды, подачу очищенного воздуха на вдох и отведение продуктов выдоха.

## Виды дыхательных аппаратов
Подразделяются на два основных вида:
Фильтрующие дыхательные аппараты — в аппаратах данного класса воздух из окружающей среды проходит через набор фильтров, после чего подаётся к органам дыхания. Самый простой вариант фильтрующего дыхательного аппарата — марлевая повязка. Самый известный — противогаз.
Изолирующие дыхательные аппараты — в отличие от фильтрующих, изолирующие ДА не связаны с атмосферой, так как имеют собственный запас кислорода или воздуха. Благодаря этому в таких ДА возможно проведение работ в бескислородной атмосфере (к примеру, на месте пожара) или в жидких средах (воде). Аппараты данного вида разделяются на два класса:
- Открытого цикла: Продукты выдоха в этом случае отводятся в атмосферу (акваланг).
- Замкнутого цикла: Углекислый газ, выделяющийся в процессе дыхания, поглощается химическим составом, обогащается кислородом и подаётся на вдох (ребризер). Возможное время работы в таком снаряжении в несколько раз больше, чем в аппаратах открытого цикла. Однако такие аппараты сложнее в обслуживании и эксплуатации.